# Hubert Crouse Heffner
Hubert Crouse Heffner (* 22. Februar 1901 in Maiden, North Carolina; † 17. April 1985 in Bloomington, Indiana) war US-amerikanischer Theaterwissenschaftler, Professor und Regisseur. Er wirkte überwiegend im Studententheater.

## Lebenslauf
Er war der Sohn von Sylvanus und Lillie (Crouse) Heffner. Er studierte an der University of North Carolina und erhielt die Abschlüsse des Bachelor (1921) und Master (1922). Im Jahr 1922 heiratete er Ruth Penny. Zum Doktoratsstudium ging er an die University of Chicago (1930–1934 und 1942). Keine Dissertation ist erschienen, doch ehrte ihn 1964 die Wesleyan University mit dem Ehrendoktor und 1969 verlieh ihm die University of North Carolina ebenso den Doktorabschluss honoris causa.
Hubert Heffner war Professor oder Gastdozent an mehreren Universitäten in den Vereinigten Staaten und England. Von 1922 bis 1923 war er Dozent für Anglistik und Leiter des Theaters an der University of Wyoming und von 1923 bis 1926 an der University of Arizona. Danach kehrte er an die University of North Carolina zurück, wo er von 1926 bis 1930 Assistenzprofessor für Anglistik und stellvertretender Direktor und Manager von The Carolina Playmakers wurde.
1930–1939 war Heffner Professor für Theaterwissenschaft an der Northwestern University. Während seiner Zeit dort war er auch Gastdozent an der Stanford University (1937) und der University of California in Berkeley (1939). Außerdem war er von 1934 bis 1936 International Research Fellow an der Huntington Library. 1939 wurde Heffner Leiter des Department of Speech and Drama an der Stanford University und blieb bis 1954 dort.
Während des Zweiten Weltkriegs wurde Hubert Heffner als Captain der Special Reserves in der United States Army eingesetzt und diente von 1943 bis 1946 in verschiedenen Aufgabenbereichen der Armee. Während seines Dienstes bei der Informations- und Erziehungsabteilung der US-Armee an der Amerikanischen Universität Biarritz leitete Heffner die Abteilung für Theater und Radio und war von 1945 bis 1946 Abteilungsleiter für Darstellende Kunst. Nach Kriegsende kehrte Heffner nach Stanford zurück; Gastdozenturen folgten an der Cornell University (1948), University of Colorado (1950), University of Bristol, England (1954–1955), wo er als Fulbright Lecturer tätig war.
1955 wechselte Heffner von Stanford an die Indiana University, wo er bis zu seiner Emeritierung (1971) blieb. Er war Professor für Theaterwissenschaft und wirkte darüber hinaus als amtierender Direktor des Universitätstheaters in den Jahren 1959–1960 und 1970–1971.
Nach seiner Emeritierung verbrachte Heffner seinen Lebensabend in Bloomington, Indiana.

## Forschung und Herausgeberschaft
Er hielt Vorlesungen und forschte über dramatische Strukturen, Theorien der Tragödie, der Komödie und des Melodrams. Viele seiner Studenten wurden später zu bedeutenden Persönlichkeiten des amerikanischen Theaters, darunter der Schauspieler Shepperd Strudwick, der Kritiker Walter Kerr, der Regisseur Jules Irving und der Theaterhistoriker Oscar Brockett.
Sein Leben spielte sich vor dem Hintergrund eines sich stets breiter etablierenden Universitätstheaters ab. In den 1950er Jahren vervielfachten sich die Fakultäten für Theaterwissenschaft in den gesamten Vereinigten Staaten. Die Lehrpläne wurden von 1945 bis in die 1950er Jahre enorm ausgeweitet, wenn nicht sogar verdoppelt. Gleichzeitig war der kommerzielle Theaterbetrieb in den Städten Amerikas vom Aufstieg des Fernsehens sowie den negativen Auswirkungen der Depression bedroht, sodass eine Verlagerung der Theaterkultur an die Universitäten stattfand. Heffner, der sich früh für Laien- und Studententheater eingesetzt hatte, förderte diese Bewegung nach Kräften.
Neben seiner Lehr- und Vortragstätigkeit engagierte sich Heffner in zahlreichen Berufsverbänden. Er war stellvertretender Vorsitzender der Redaktion des Pacific Spectator (1947–1948), Mitherausgeber des Quarterly Journal of Speech (1947–1950) und Herausgeber des Educational Theatre Journal (1954–1957). Heffner wirkte als Vizepräsident (1948) und Präsident (1949) der American Educational Theatre Association und war auch Präsident der American Theatre Association. Heffner wirkte auch als Mitglied des Vorstands der American National Theatre and Academy. Er war Mitglied des berühmten Authors’ Club of London und des Bohemian Club in San Francisco.

## Auszeichnungen
Von seinen Hörern haben Herbert Blau und Oscar Brockett Erinnerungen über Heffner als Lehrer veröffentlicht.
Heffners berufliche Leistungen wurden mit mehreren bedeutenden Ehrungen und Auszeichnungen gewürdigt. Im Jahr 1960 erhielt er den Distinguished Service Award von der American Educational Theatre Association und wurde zum Fellow der American Theatre Association (ATA) gewählt. 1961 erhielt er den Theta Alpha Phi Award für seinen Beitrag zum amerikanischen Theater. Von 1968 bis 1969 hatte er die prestigeträchtige Berg-Professur für Anglistik an der New York University inne und 1958 die Carnegie-Professur für Drama an der University of Hawaii. 1961 erhielt er den Titel Distinguished Professor der Indiana University.

## Veröffentlichungen

### Bücher (Auswahl)
- "Dod gast ye both" in Carolina Folk Plays, 1922.
- Mysticism in Spenser's "Fowre hymnes" (Diplomarbeit 1922).
- A Guide for the Director of Amateur Plays (Tucson 1926).
- Modern Theatre Practice. A Handbook for Nonprofessionals. Mit Samuel Selden und Hunton Dade Sellman (London 1936). 28 Auflagen von 1935 bis 1961.
- Davy Crockett & other Plays, herausgegeben mit Isaac Goldberg
- Studies in Theatre and Drama. Essays in Honor of Hubert C. Heffner, hg. von Oscar Brockett (The Hague 1972, Berlin/Boston 22018).
- The Nature of Drama (Boston 1959) ist eine Dramensammlung mit kritischer Hinführung und Videokassetten für den Unterricht. Darin sind die Theaterstücke The Wild Duck von Henrik Ibsen, The Importance of Being Ernest von Oscar Wilde, Candida von George Bernard Shaw, The Cherry Orchard von Anton Chekhov, Six characters in Search of an Author von Luigi Pirandello und Juno and the Paycock von Sean O’Casey gedruckt.

### Aufsätze (Auswahl)
- Theatre and Drama in Liberal Education. In: Studies in Theatre and Drama. De Gruyter, 1972, ISBN 978-3-11-085652-1, S. 9–20.
- Common Ground for Speech and Theatre. In: Educational Theatre Journal (1953): 341–348.
- Pirandello and the Nature of Man. In: The Tulane Drama Review 1.3 (1957): 23–40.
- Tension and Tragedy. In: Quarterly Journal of Speech 45.2 (1959): 210–212.
- Tragedy and Comedy. In: Quarterly Journal of Speech 53.4 (1967): 383–385.